# Plantago baltistanica
Plantago baltistanica är en grobladsväxtart som beskrevs av H. Hartmann. Plantago baltistanica ingår i släktet kämpar, och familjen grobladsväxter. Inga underarter finns listade i Catalogue of Life.